# Kabinet-Colijn I
Het eerste kabinet onder leiding van Hendrik Colijn, die bij de verkiezingen als sterke man was geafficheerd, nadat hij als minister van Financiën in het vorige kabinet een op bezuinigingen gericht financieel beleid had gevoerd, houdt het slechts kort uit. Het komt op 11 november 1925 na de 'Nacht van Kersten' ten val nadat de vier katholieke ministers hun ontslag hadden genomen na de aanvaarding van het amendement-Kersten waardoor op de begroting voor Buitenlandse Zaken het geld voor het gezantschap bij de paus werd geschrapt. 
Het kabinet is een 'rechts' kabinet: het bestaat uit ministers van ARP, CHU en katholieken, alsmede de partijloze liberaal Van Karnebeek.
Tot enige beleidsdaad van betekenis is het kabinet niet kunnen komen.

## Bijzonderheid
Kort na de algemene beschouwingen over de begroting voor 1926 wordt in de late avond van 10 november 1925 bij de behandeling van de begroting van Buitenlandse Zaken door de SGP'ers Kersten en Zandt een amendement ingediend, dat tot doel heeft de gelden voor het gezantschap bij de Paus te schrappen. De katholieke voorman Nolens waarschuwt dat aanneming tot ontslagaanvrage van de katholieke ministers zal leiden. Die avond voorafgaande aan de crisis gaat de geschiedenis in als de 'Nacht van Kersten'.
Een dag later, op 11 november 1925, wordt 'het vonnis' geveld. Met steun van de gehele oppositie en van regeringspartij CHU wordt het SGP-amendement aangenomen. Opvallend is dat CHU-fractievoorzitter De Visser en twee antirevolutionairen afwezig zijn. De aanwezige leden van de ARP-fractie stemmen, met die van de RKSP, tegen.

## Ambtsbekleders
| Ambtsbekleders                              | Ambtsbekleders              | Ambtsbekleders                                     | Ministers / Ministerie | Ministers / Ministerie              | Termijn                                       | Partij            |
| ------------------------------------------- | --------------------------- | -------------------------------------------------- | ---------------------- | ----------------------------------- | --------------------------------------------- | ----------------- |
|                                             | H. (Hendrik) Colijn         | H. (Hendrik) Colijn (1869–1944)                    | Voorzitter             | Voorzitter                          | 4 augustus 1925 – 8 maart 1926                | ARP               |
| Minister                                    | H. (Hendrik) Colijn         | H. (Hendrik) Colijn (1869–1944)                    | Financiën              | 11 augustus 1923 – 8 maart 1926     |                                               | ARP               |
|                                             | D.J. (Dirk Jan) de Geer     | jhr.mr. D.J. (Dirk Jan) de Geer (1870–1960)        | Minister               | Binnenlandse Zaken                  | 4 augustus 1925 – 8 maart 1926                | CHU               |
|                                             | H.A. (Herman) van Karnebeek | jhr.mr.dr. H.A. (Herman) van Karnebeek (1874–1942) | Minister               | Buitenlandse Zaken                  | 9 september 1918 – 1 april 1927               | O (Oud- Liberaal) |
|                                             |                             | mr. J. (Jan) Schokking (1864–1941)                 | Minister               | Justitie                            | 4 augustus 1925 – 8 maart 1926                | CHU               |
|                                             | D.A.P.N. Koolen             | mr.dr. D.A.P.N. Koolen (1871–1945)                 | Minister               | Arbeid, Handel en Nijverheid        | 4 augustus 1925 – 8 maart 1926                | RKSP              |
|                                             | J.M.J.H. Lambooy            | J.M.J.H. Lambooy (1874–1942)                       | Minister               | Oorlog                              | 4 augustus 1925 – 8 maart 1926                | RKSP              |
| Marine                                      | J.M.J.H. Lambooy            | J.M.J.H. Lambooy (1874–1942)                       | Minister               |                                     | 4 augustus 1925 – 8 maart 1926                | RKSP              |
|                                             | V.H. (Victor Henri) Rutgers | mr. V.H. (Victor Henri) Rutgers (1877–1945)        | Minister               | Onderwijs, Kunsten en Wetenschappen | 4 augustus 1925 – 8 maart 1926                | ARP               |
|                                             |                             | ir. M.Ch.E. (Max) Bongaerts (1875–1959)            | Minister               | Waterstaat                          | 4 augustus 1925 – 8 maart 1926                | RKSP              |
|                                             | H. (Hendrik) Colijn         | H. (Hendrik) Colijn (1869–1944)                    | Minister               | Koloniën                            | 4 augustus 1925 – 1 oktober 1925 (waarnemend) | ARP               |
|                                             | Ch.J.I.M. (Charles) Welter  | Ch.J.I.M. (Charles) Welter (1880–1972)             | Minister               | Koloniën                            | 1 oktober 1925 – 8 maart 1926                 | RKSP              |
| Bron: Kabinet-Colijn I Parlement & Politiek |                             |                                                    |                        |                                     |                                               |                   |

Schimmelpenninck ·
De Kempenaer-Donker Curtius ·
Thorbecke I ·
Van Hall-Donker Curtius ·
Van der Brugghen ·
Rochussen ·
Van Hall-Van Heemstra ·
Van Zuylen van Nijevelt-Van Heemstra ·
Thorbecke II ·
Fransen van de Putte ·
Van Zuylen van Nijevelt ·
Van Bosse-Fock ·
Thorbecke III ·
De Vries-Fransen van de Putte ·
Heemskerk-Van Lynden van Sandenburg ·
Kappeyne van de Coppello ·
Van Lynden van Sandenburg ·
Heemskerk Azn. ·
Mackay ·
Van Tienhoven ·
Röell ·
Pierson ·
Kuyper ·
De Meester ·
Heemskerk ·
Cort van der Linden ·
Ruijs de Beerenbrouck I ·
Ruijs de Beerenbrouck II ·
Colijn I ·
De Geer I ·
Ruijs de Beerenbrouck III ·
Colijn II ·
Colijn III ·
Colijn IV ·
Colijn V ·
De Geer II ·
Gerbrandy I ·
Gerbrandy II ·
Gerbrandy III ·
Schermerhorn-Drees ·
Beel I ·
Drees-Van Schaik ·
Drees I ·
Drees II ·
Drees III ·
Beel II* ·
De Quay ·
Marijnen ·
Cals ·
Zijlstra* ·
De Jong ·
Biesheuvel I ·
Biesheuvel II* ·
Den Uyl ·
Van Agt I ·
Van Agt II ·
Van Agt III* ·
Lubbers I ·
Lubbers II ·
Lubbers III ·
Kok I ·
Kok II ·
Balkenende I ·
Balkenende II ·
Balkenende III* · 
Balkenende IV ·
Rutte I ·
Rutte II · 
Rutte III ·
Rutte IV ·  
Schoof

* rompkabinet